# We Sold Our Soul for Rock 'n' Roll
We Sold Our Soul For Rock n' Roll es un álbum recopilatorio de la banda británica Black Sabbath, editado en 1975, tratándose de una recopilación doble, de los principales temas de los álbumes que llevaban grabados hasta el momento. Es una excelente muestra de la carrera de la banda, desde sus inicios hasta el álbum Sabotage.

## Ediciones
Hay tres tipos de ediciones de este compilado: el primero fue un disco doble en la edición vinilo que incluye todas las canciones de la lista.
El segundo fue una edición en casete que incluyó la canción "Wicked World" que había sido omitida en la edición americana del vinilo. Y por último la edición CD, que no incluyó "Warning", "Laguna Sunrise" y "Wicked World".
En 2005, en Japón se reeditó este disco en una edición CD doble remasterizada con todas las canciones sin omitir ninguna.

## Lista de canciones
Lado A
1. "Black Sabbath" (A)
2. "The Wizard" (A)
3. "Warning" (A)

Lado B
1. "Paranoid" (A)
2. "War Pigs" (A)
3. "Iron Man" (A)

Lado C
1. "Tomorrow's Dream" (B)
2. "Fairies Wear Boots" (A)
3. "Changes" (B)
4. "Sweet Leaf" (A)
5. "Children of the Grave" (A)

Lado D
1. "Sabbath Bloody Sabbath" (C)
2. "Am I Going Insane (Radio)" (D)
3. "Laguna Sunrise" (B)
4. "Snowblind" (B)
5. "N.I.B." (A)

- (A): Producido por Rodger Bain para Tony Hall Entrerprises.
- (B): Producido por Black Sabbath y Patrick Meeham.
- (C): Producido por Black Sabbath.
- (D): Producido por Black Sabbath y Mike Butcher.

## Integrantes
- Ozzy Osbourne - Voz, Armónica
- Tony Iommi - Guitarra, Flauta, Mellotron
- Geezer Butler - Bajo
- Bill Ward - Batería, Sintetizador